# Csepregi Imre
Csepregi Imre János (Makó, 1876. augusztus 29. – Makó, 1954. február 14.) pápai kamarás és prelátus, eleki és makói plébános, szentszéki bíró.

## Élete

### Fiatalkora
Makón, Újvároson született a Hosszú utca 25. szám alatti nádfedeles házban; a helyet 1991. május 7-én emléktáblával jelölték meg. Szülei földművesek voltak; édesapja Csepregi Imre, édesanyja Gazdag Julianna volt. Szüleinek első gyermekeként jött világra, három testvére, András, Julianna és Erzsébet 1881-ben, 1883-ban, illetve 1886-ban született. A család eredete a török hódoltság megszűnte utáni időkig vezethető vissza, édesanyjának ága a város legtöbb neves katolikus családjával kapcsolatban állt.
1878-ban az édesapját, mint tartalékos huszárt Boszniába rendelték, Csepregi Imre ekkor édesanyjával együtt az apai nagyanya házánál maradt. A gyermek hatéves korában hagymázon esett át. Az újvárosi római katolikus iskolába 1883 szeptemberében íratták be, tanítója Tóth Imre lett. Vegyes osztályba került, a tanulók létszáma meghaladta a százat.
Szorgalmasan tanult, jutalmul az év végi nyilvános vizsgán megjelenteket ő köszönthette. Az üdvözlő szöveg előadásáért két darab ezüst 25 krajcárost és egy eleven szentképet kapott. Az iskolában sajátította el a kerti virágok ápolását és a méhek körüli munkát. Az iskola mellett minden mezei munkába besegített, itt találkozott a népi dalokkal, itt alakult ki vonzalma a zene iránt, aminek hatására később megtanult citerázni, furulyázni, és harmonikán játszani. Többször elkísérte édesapját, amikor az fuvarozással egészítette ki a család jövedelmét.
Koncsek Géza nevelő vezetése alatt végezte az ötödik osztályt; az ő biztatására a szülők elhatározták, hogy fiukat középiskolába küldik, Imrét papnak szánták. 1888-ban kezdte meg tanulmányait a református polgári fiúiskolában. Az elemiben jó alapokat kapott, ezért nem okoztak számára nehézséget a tantárgyak; latin nyelvből kiemelkedően teljesített, eredményeiért év végén könyvjutalmakat is átvehetett. Volt tehetsége a szabadkézi rajzoláshoz is, de a fiatal Imrének nem nyílt lehetősége arra, hogy festőművészetből különórákra járhasson.
A bérmálás szentségében 1892-ben részesült. Ekkor érkezett Temesvárra Páger Imre, Csepregi Imre áldozópappá való felszentelésére váró rokona. A család az eseményre a városba utazott, és ott fiukat a papneveldébe szándékozták beíratni, bemutatták a tanulmányi felügyelőnek, Lind Lénártnak is. A kérelmet azonban nem teljesítették, így végül az aradi líceumba adták be. A bekerüléshez latinból és természetrajzból kellett felvételiznie, Csepregi Imre ezt a feltételt sikeresen teljesítette. Aradon jól felkészült tanárai voltak. Csak a német nyelv tanulásával adódott nehézsége, mert a nyelvtant is németül oktatták. Év végi bizonyítványa három jó kivételével tiszta jeles.
A vizsgák után ismét felvételért folyamodott a papneveldéhez, de a válasz megint elutasítás volt. Kun László apátplébános szívén viselte a gyermek felvételének ügyét, ezért meggyőzte Dessewffy Sándor csanádi püspököt, aki augusztus végén felvette őt a papneveldébe. Tanulmányi eredményei itt is kiválóak voltak. Az iskolaév végén a tanulmányi felügyelő jóvoltából az intézet diákjai a szünidő egy részét Resicabányán tölthették, családoknál voltak elszállásolva. De Csepregi nem csak kirándulással töltette a nyarat: három makói fiút készített fel gimnáziumi felvételijükre latin és természetrajz tárgyakból. A hatodik osztályban gyorsírást, a hetedikben francia nyelvet, a nyolcadikban régiségtant és irodalmat görög, latin és német nyelvekből is tanult. Az érettségi vizsgát – a 21 tanuló közül hat másik társával együtt – jeles eredménnyel teljesítette. Az intézetben tanult meg kottát olvasni, fuvolázni, és harmóniumon játszani.

### Bécsi tanulmányai

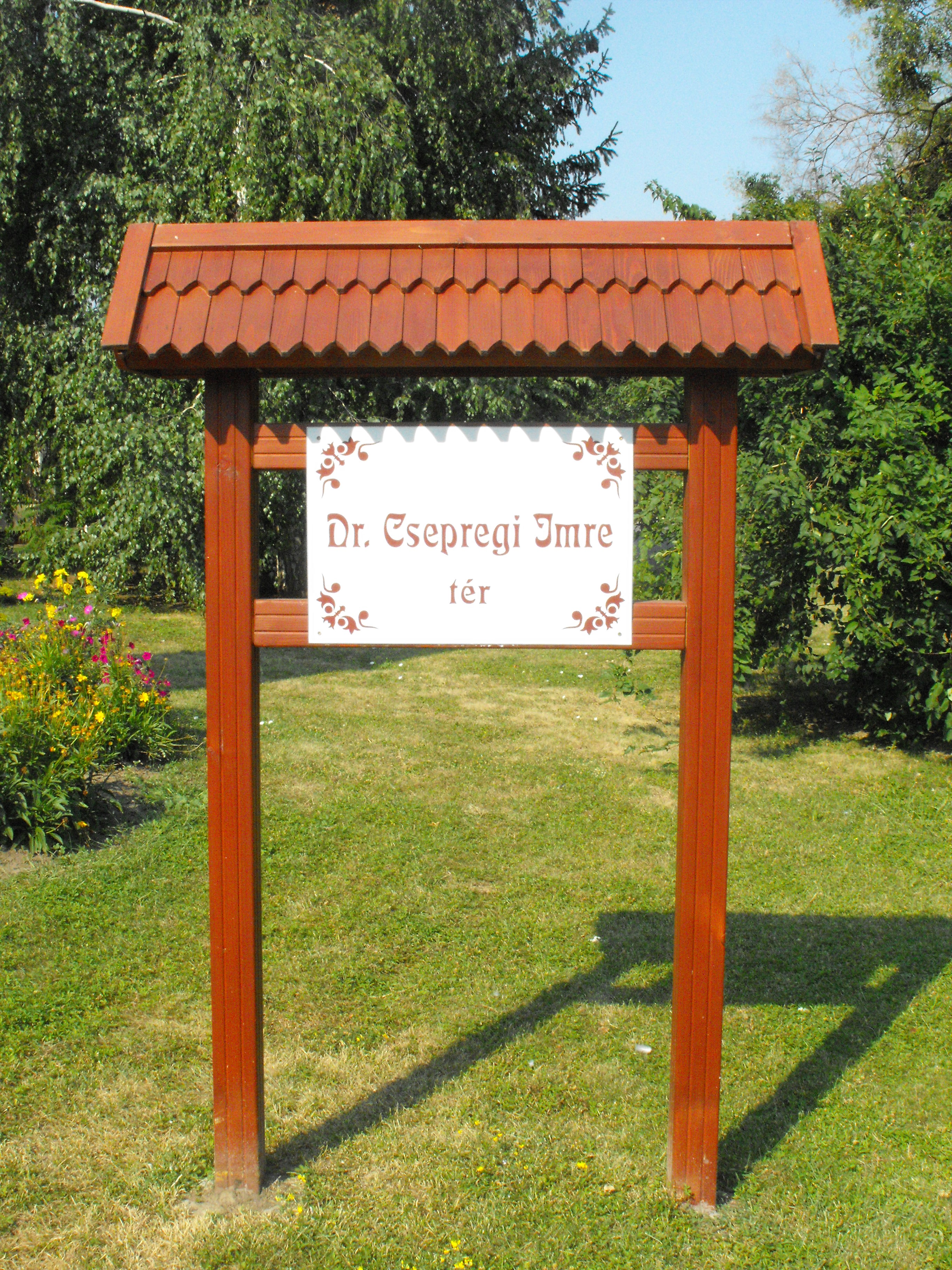
Tábla az eleki Csepregi Imre téren

Az új tanév kezdete előtti napon, augusztus 31-én a papnevelde kapujában tudta meg, hogy Dessewffy püspök Bécsbe küldte, és a temesvári intézmény helyett a Pázmáneumban folytathatja tanulmányait teológia szakon.
A Pázmáneumban az előadás nyelve német és latin volt, évfolyamtársai között volt Somogyi Jenő, későbbi jezsuita rendfőnök és Makay István, később pécsi polgármester is. Eminens diák volt, az első szigorlatot a bibliai tudományokból a negyedik évben tette le. Ebben az évben rábízták a fődoktori és kantus magisteri teendőket. Az első évtől kezdve keleti nyelveket is tanult.
1899. július 14-én szentelte föl Mayer püspök áldozópappá. Első szentmiséjét július 15-én mutatta be Bécsben, az egyetemi templomban, kézvezetője Széchenyi Miklós rektor, későbbi győri és nagyváradi püspök volt. Aznap délután elutazott vasúton Bécsből Aradra, ahol 16-án a minoriták templomában aradi rokonaimat, 17-én Makóra érven szüleit, nagyszüleit és testvéreit, részesítette az újmisének áldásában. 1900-ban az összes növendék elutazhatott Rómába a szentévi zarándokokkal együtt, a Pázmáneum rektorának és több püspöknek köszönhetően.
Újbesenyőn lett káplán, Schweitzer Alajos plébános mellé rendelték. Új munkakörét azonban nem tudta ellátni, mert elszállásolását az épület javítása miatt nem tudták megoldani. Így Csepregi a püspök újabb utasítását kérte levelében.
Dessewffy Sándor főpásztor kérelmét I. Ferenc József, osztrák császár és magyar király elfogadta, így Csepregi felvételt nyert a bécsi felsőbb papképző intézet, közismert nevén az Augustineumba, hogy ott posztgraduális képzéseket folytathasson. Wittenberger Antal püspöki titkár javaslatára az egyházjog körébe eső tanulmányokra különös gondot fordított. A dogmatika-szigorlata előtt nem sokkal térdkalács-repedést szenvedett; ennek következtében csak hat héttel később kezdhetett el vizsgázni. A dogmatikán kívül egyházjogból, jogtörténetből, erkölcstanból és lelkipásztorkodástanból is vizsgázott. Filozófiai fakultáson művészettörténetet hallgatott; Rómába készült Swoboda és Erhardt professzorok biztatására, itt történelmi és régészeti tanulmányokat akart folytatni. Tervei szerint Campo Santóban lett volna káplán.

### A püspök szolgálatában
Csepregi azonban nem utazhatott el az olasz fővárosba: Dessewffy udvari papján keresztül értesítette, hogy Zsombolyára helyezték át kápláni beosztásban; ott Frank Károly megüresedett helyét kellett betöltenie. Hazautazott szülővárosába, majd bútorai egy részét kocsin szállíttatta el Zsombolyára egyik szomszédjával, Bánszky Mihály építésszel. Csepregi Nagykikindán keresztül jutott el kápláni tevékenységének helyszínére, ahol bútorokat is vásárolt. Plébánosa Csicsáky Imre lett, aki korábban nevelőként és házi papként tevékenykedett a helyi földesúr, Csekonics Endre gróf családjánál.
Az áprilisban kezdődött kápláni tevékenységének azonban már szeptemberben vége szakadt, ekkor ugyanis Dessewffy berendelte Temesvárra, a püspöki hivatalba. Nappal irodában iktatóként dolgozott, reggel misézett. Mivel a püspököt korábban agyszélhűdés érte, ezért az egyik közeli szobában aludt, hogy éjjel Dessewffy hívására hamar ott teremhessen.
1903-ban Bécsben doktorált, értekezése a A temetés a Krisztus korban és a halottégetés címet viselte. Doktorrá avatása február 13-án történt.
1904 novemberében a püspök egészségi állapota javult, és Szeplőtelen fogantatás dogmájának kihirdetésének 50 éves jubileuma alkalmából Rómába utazott, és Csepregi Imrét is magával vitte. December 4-én indultak el Budapestről, az utat gyorsvonattal tették meg. Csepregi az egyik bíboros kíséretében mint pileolumvivő a pápa közelében tartózkodhatott. Több, mint egy hónapot töltöttek el itt, Dessewffy 1905. január 4-én indult el Velencébe Csepregi társaságában. Ott három napot tartózkodtak, megtekintették a város nevezetességeit, majd továbbindultak Abbáziába. A püspök a tengerparti városban töltötte a telet, míg Csepregit Fiumén át hazaküldték Temesvárra.
1905. február 10-én a püspököt agyszélhűdés érte, elvesztette beszélőképességét is. Március közepétől kezdve haláláig, 1907. december 4-éig Csepregi volt az ápolója. Dessewffy öntudatlan volt, jobb oldala lebénult, talpra állni sem tudott. Júniusban Budapestre költöztek; a háztartás télen a püspök fővárosi palotájában, nyáron a budai hegyek között tartózkodott. A püspök éjjel 10 óra 45 perckor halt meg; holttestét bebalzsamozták, majd Temesvárra szállították, ahol a dóratemplom alatt lévő díszsírhelybe temették.

### Pápai kamarásként
1908. február 10-én érkezett meg Temesvárra dr. Csernoch János esztergomi kanonok, az egyházmegye új püspöke. Május 10-én szentelték föl; munkája nyomán Katolikus Kör létesült, kiépült a Katolikus Népszövetség, és új katolikus napilap jelent meg, amelynek Csepregi is munkatársa volt.
Pacha Ágoston és Láng Aladár - Csepregihez hasonlóan - az Augustineum egykori növendékei voltak, akik Csepregi elől elhalászták az előléptetéseket, ezért ő más munkakörbe kívánkozott. Előbb az Augustineum megüresedett elöljárói helyét pályázta meg, majd - a sikertelenséget látva - fontolóra vette, hogy plébános lesz Csákon, vagy Csanádpalotán.
1910 karácsonyán Láng Aladárral együtt pápai tb. titkos kamarási címet kapott a megyés püspök előterjesztésére. A kinevezés után többször megbízták latin nyelvű ügyek intézésére, de publikált a katolikus napilap mellett a Havi Közlöny című folyóiratban is. Részt vett a Katolikus Népszövetség előadássorozatában is.
1911 májusában Csernochot kinevezték kalocsai érsekké, Csepregi ekkor arra kérte őt, hogy vigye magával új beosztásába, mert tisztában volt vele, hogy Láng és Pacha mellett nem fog tudni érvényesülni. Ez azonban nem történt meg; Csernoch viszont jó szívvel ajánlotta dr. Glattfelder Gyulának, az új csanádi püspöknek mindhármójukat; méltatta jártasságukat az egyházmegyei közigazgatásban, amelyhez a beiktatás előtt álló főpásztor kevésbé értett.

### Eleki plébánosként
1912 őszén az eleki plébánost, Kramp Jánost kanonokká nevezték ki; Csepregi megpályázta az így megüresedett plébánosi posztot, döntését továbbra is azzal indokolva, hogy szakmai előmentelre jelenlegi helyén nem számíthat. A püspöktől a plébánosi kinevezésen kívül megbízták az eleki esperesi kerület vezetésével is. Egy rövid máriaradnai kitérő után – Lélek Gábor újmisés kézvezetője volt – 1913. július 1-jén érkezett Elekre. Lelkipásztori működését betegek gondozásával kezdte, majd hívek adományaiból felújíttatta a templomot: beszerzett két új gyóntatószéket, áldoztatórácsot, hat új színes üvegablakot, a padokat kókuszszőnyeggel fedte be. Elkészíttetett egy új nagy áldoztató kelyhet, helyreállíttatta a füstölőt; kikövezte a temetőt, és annak egy része téglakerítést is építtetett.

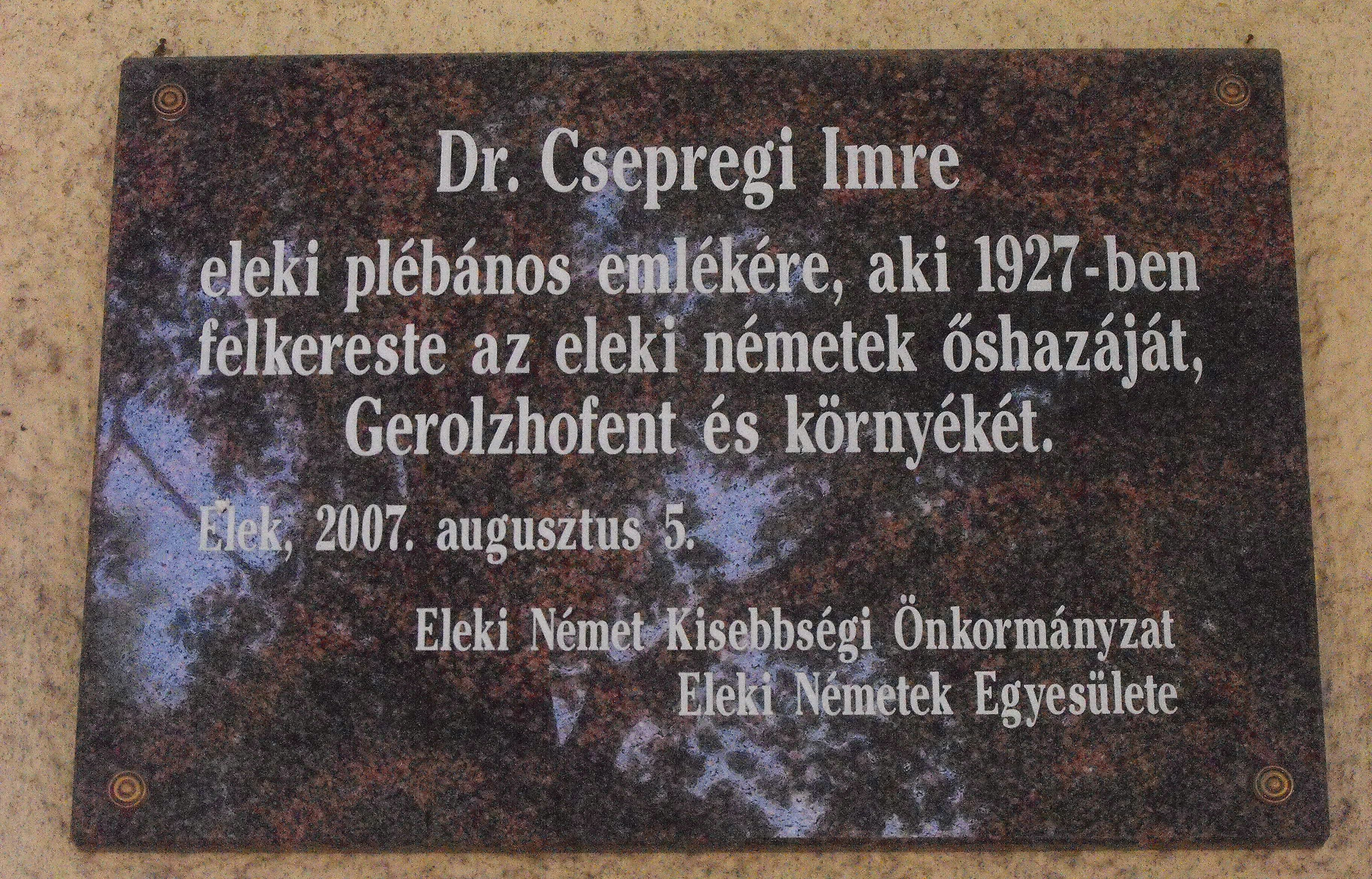
Emléktáblája Eleken, a plébániai hivatal falán

119 férfi részvételével zarándoklatot vezetett Máriaradnára, az utat különvonaton tették meg. Az első világháború kitörése akadályozta meg, hogy a zarándoklatot a következő évben is megismételhesse. Megszervezte az apácák vezette szegényházat, a Vöröskereszt helyi fiókegyleti elnökként irányította a 60 fő befogadóképességű hadikórház működését. Az államtól kapott, hadikölcsön jegyzésére fordítható tízezer koronából alapot létesíteni a szegényházban alkalmazandó apácák eltartására. Befogadta, és a plébánián szállásolta el azt a majd 3000 magyart, akik Erdély román lerohanásakor menekültek el otthonukról.
A hősi halottak előtti tisztelgés céljából érckorpusszal ellátott gránitkeresztet kívánt emeltetni. Tervei szerint a kereszten az Üdvözítő érckorpusza lett volna, de ekkorra a svéd gránit már beszerezhetetlenné vált, így az elképzelés vaskeresztre módosult. Az emlékmű műkő alapjának tervezője és kivitelezője Bánszky Mihály építész volt. Ez 1915 őszén készült el, de a korpusz csak 1920-ban érkezett meg, mert a németek zároltak minden vörösrézöntvényt. Az emlékműhöz tartozó dombormű elhelyezése 1924-ben történt, a község fennállásának 200 éves jubileumán.
1919 szeptemberében bérmálásra jött Glattfelder püspök, akit Csepregi az aradhegyaljai kerületbe is elkísért, egészen Körösbökényig. Az egyik óvoda nagytermében újonnan megnyílt állami polgári fiúiskolában ő oktatta a hittant 1927-ig. Az egyházi énekoktatás támogatására magyar és német szövegű énekeskönyvet adott ki a kántorral együttműködve. Az 1923-ban Elekre került Reibel Mihály káplánnal együtt munkálkodtak egy kultúrház létesítésért. Ennek építési költségeit 25 kilogrammos búzakölcsön részjegyekkel jegyeztették, és egy gyulai építésszel megterveztették azt. 1924 júniusában a Mátra vidékéről rendelt, terméskőből készült falak jó része már állt. Az ez évi búzatermés ugyanakkor meglehetősen gyenge volt, ezért a békéscsabai takarékpénztártól vettek fel kölcsönt.
Megszervezte az akkor még német többségű falu 200 éves évfordulója alkalmából tartott megemlékezést is, amelyre eljött a Arad vármegye vezetősége és tisztikara is. Felavatták a hősök emlékművét, és az ünnepi közgyűlés elhatározta egy leánynevelő intézetet létesítését. A következő év őszén iskolanővérek telepedtek le a községben, zárdát, gazdasági és háztartási leányiskolát hoztak létre.
Saját költségén tanyaterületet vásárolt, amelyen kirándulóhelyet és gyakorlóteret létesített a zárdaiskola növendékei számára. A zárdaiskolát 1929-ben hozta létre, megvásárolva az Ament-féle házat; annak berendezését saját kezűleg készítette el.
1926 nagyböjtjének elején nyolc napos népmissziót szervezett, amelyet az általa meghívott jezsuita szerzetesek tartottak. Elkészíttetett 14 stációt, a hívek adományaiból új harangokat is beszerzett a templom számára; mindezeket a csanádi püspök áldotta meg.
1927 júniusában Zielbauer Ádám gazdával együtt felkereste az eleki németek őshazáját, Gerolzhofent és környékét. Meglátogatta a Würzburg környéki községeket, összevetette azok anyakönyvi adatait az elekiekével. A Németországban szerzett adatokkal bővítette a plébánia történetét, összeállította az egyes családok származási helyeit, és megírta németül Elek történetét. Ugyanebben az évben megszervezte Eleken a második segédlelkészi állást is.
Salacz Gyula, Csanád vármegye főispánja Csepregi Imrét pángermán szelleműnek tartotta, ezért egy sváb származású jegyzővel figyeltette, és el akarta érni, hogy a plébánost áthelyezzék a Románia által megszállt területekre. Tervét csak a minisztérium és az egyházmegyei hatóság tudta megakadályozni. Csepregi a szegedi fogadalmi templom építéséről és felszenteléséről latin nyelvű jegyzőkönyvet készített; két példánya a pápai követség és az egyházmegye levéltárába került.

### Ismét Makón
Bezdán József makói plébános üresen maradt helyére 1931. november 22-én iktatták be, és ezen a poszton szolgált haláláig. Szülővárosába különvonaton utazott, az eleki hívek kelyhet és misekönyvet ajándékoztak neki elbúcsúztatásakor. A makói vasútállomáson a város polgármestere, dr. Nikelszky Jenő és Farkas József ügyvéd, Makó korábbi polgármestere üdvözölte. Egy évvel Makóra kerülése után a megyés püspök a pogánymonostori apát címet adományozta neki.
Csepregi – felismerve, hogy a külkáplán képtelen egyszerre ellátni az újvárosi és a tanyai híveket – kezdeményezte az önálló újvárosi plébánia fölállítását; jóllehet a püspökhöz intézett felterjesztést már 1931 decemberében elküldte, az új plébánia csak 1933. szeptember 1-jén alakult meg.
1932. július 22-én Haverda Ferenc káplánnal együtt megtekintette a mezőkopáncsi templomromot, és elhatározta annak régészeti föltárását és helyreállítását. E célból kezdeményezte a Csanádvármegyei Történeti és Régészeti Társulat újjáalakítását. Az egyesület alelnöke ő maga lett, így a továbbiakban a város történeti, régészeti, és művelődéstörténeti kutatásait személyesen irányította. A társulat vezényletével 1934-ben elkezdődhettek szakszerű munkálatok. Az munkabért az ínségakció keretéből Fáy István csanádi főispán és Nikelszky Jenő biztosította; az építési anyag előteremtését Csepregi magára vállalta. A megújult templom felszentelésre 1936 júliusában került sor Glattfelder Gyula csanádi püspök által; az esemény egyben a Történeti és Régészeti Társulat első díszközgyűlése is volt. Javaslatára a Csanádvármegyei Könyvtár című könyvsorozat régészeti témájú kötetekkel gazdagodott.
Meghívta a szegénygondozó nővéreket Makóra, akik 1933 szeptemberében vették át a szegényház vezetését. P. Oslay Oszvald ferences atya többször tartott előadást a szegénygondozásról a városban. Csepregi hívására érkezett két Miasszonyunk rendi nővér és három világi tanerő a katolikus iskolába. Felvette a kapcsolatot a szervita rend vezetőivel, és szóbeli megállapodást kötött velük a fiúinternátus és a helybeli kórházi lelkészség ellátásáról.
Csepregi érdeme, hogy befejeződhetett a katolikus elemi és fiúpolgári iskola félbemaradt építkezése. A szükséges téglaanyag már Makóra érkezésekor rendelkezésére állt, ezért 1933-ban megkezdődött az építkezés, a munkálatokat kisiparosok végezték, a szerződést a Makói Kőművesek Alkalmi Csoportjával kötötték meg. Ez év októberében a csanádi püspök már meg is áldhatta az elkészült épületrészt, amelyből – a költségek csökkentése érdekében – kihagyták a szolgálati lakásokat.
Irányításával elkészült a Szent István-plébániatemplom kőkerítése, a templomhajóban a feltört mozaikpadozat újjal lett pótolva. A hajó északi oldalajtajához csatlakozva kápolnát építtetett, amiben méltó körülményeket biztosított a Havi Boldogasszony kép elhelyezésére. A képről készült kutatásait önálló kiadványban is közzétette. 1932 tavaszán a templomkert rendezésekor a főkapu mellett bástyatorony alapjára bukkantak, amit Szabó Imre főmérnökkel román stílusban rekonstruáltatott. Tervei szerint ezeket később kegytárgyak árusítására használta volna. Megújította a főoltárt is tiszta vörös és fehér márványból, a főoltár melletti pilléreket is márvánnyal borította be. A lourdes-i Szűzanya-szobor kihelyeződött a templomkertben épült barlangba, a főoltárképet megtisztították a rárakódott szennyeződésektől. Csepregi az eddig raktárként használt helyiséget oratóriummá alakította át. A római katolikus temetőben Loós János tervei alapján ravatalozót építtetett.
Ő áldotta meg a megújult apátfalvi templomot 1932. november 20-án. A bontás és újjáépítés költségeit a földművelési miniszter által utalt összeg biztosította, a toronyóra árát közadakozással teremtették elő. Ebben az évben indította útjára a Makói Katolikus Tudósító című lapot, ami havonta két alkalommal jelent meg. Három évvel később megvette a Gaál-nyomdát, és ezután már a városban nyomták az újságot. A nyomda megvásárlásával Csepregi azt tervezte, hogy ezután egy katolikus szellemű politikai hetilapot adhat ki, de a főispán nem javasolta a kiadási engedély kibocsátását, mert Csepregit nem tartotta politikailag megbízhatónak. Később a sajtókamarai tagság miatt kivetett nagy adóval nem tudott megbirkózni a szerkesztőbizottság, és a Tudósító megszűnt.
1937. június 21. és június 26. között zarándoklatot szervezett Mátraverebély-Szentkútra. Az újvárosi vasútállomásról induló különvonat szállította el a híveket a célállomásra. 1938-ban a Szent István jubileumi év alkalmából Budapestre vezetett egy nagyobb csoportot. Június 28-án a Szent Jobb Szegedre érkezett, ez alkalomból Csepregi filléres vonattal zarándokolt el a hívekkel a Fogadalmi templomba.
Esperesi működése alatt épült fel Magyarcsanádon a római katolikus templom. Az alapkövet 1938. október 8-án helyezte el Csepregi; az elkészült épületet 1939. szeptember 29-én áldotta meg Glattfelder Gyula csanádi megyés püspök.
1938-ban eltökélt munkájának köszönhetően megalakult a Makói 596-os Szent István Cserkészcsapat fúvószenekara. A cserkészekkel később is jó kapcsolatot ápolt, részt vett például az 1941. január 4-i fogadalomtételükön, illetve -újításukon. Ugyanebben az évben az ő elnökletével jött létre az egyházközségi határkijelölő bizottság Óföldeákon, ami célul tűzte ki, hogy felállítsa az önálló plébániát a községen. A bizottság tagjai voltak Návay László földbirtokos, Tass Árpád, Földeák főjegyzője, valamint Virág Sándor földeáki és Takáts Miklós óföldeáki lelkészek.
1940-ben Csanád vármegye felterjesztette a polgári érdemrend III. osztályú keresztjére, amelyet Fejér Miklós főispántól vehetett át. Kárpátalja visszacsatolásakor a Kassán megrendezett ünnepségre a csanádpalotai főbíró autójával utazott Rónay Imre kiszombori földbirtokossal és dr. Kiss Károly vármegyei aljegyzővel együtt.
1942-ben kezdeményezte Makó monográfiájának megírását. 1944-ben közbenjárt a keresztény hitre áttért zsidók érdekében a polgármesternél; neki köszönhetően jelöltek ki számukra lakhelyeket, a római katolikus egyházba felvételüket kérő zsidók megkeresztelését a makói gettó felszámolása előtti napokban is elvégezte. A piaclátogatás időtartamát is meg próbálta hosszabbítani számukra, de igyekezete hiábavaló volt. A gettó felszámolása után a polgármesternél próbálta kieszközölni, hogy a hitújoncokat a már megkereszteltek közé sorolják, eredménytelenül próbálta elérni, hogy a konvertitákat ne deportálják. 1944. szeptember 26-ától, Makó szovjet megszállásának napjától kezdve naplót vezetett 1953-ig. A háromezer oldalas, fölbecsülhetetlen értékű kéziratot a makói belvárosi parókián őrzik.
Csepregi aktívan támogatta a bogárzói (Makó külterülete) lelkészeket és híveket: 1942-ben felépült a lelkészlak, egy évvel később pedig kiharcolta a Páduai Szent Antal-templom bővítését, renoválását. 1949-ben NSU 100 típusú 50 köbcentiméteres motorkerékpárt juttatott Gyurkovics Béla lelkésznek, megkönnyítve ezzel a korábban gyalog és kerékpárral közlekedő papok szolgálatát - a lelkészlaktól az iskolák 6–20 km-re helyezkedtek el, és csak részben voltak földúton megközelíthetőek.
1944 novemberében, a szovjet hatalomátvétel után létrejött a városban a Képviselő-testületet Ideiglenesen Pótló Bizottság, aminek Csepregi is tagja volt. Itt ismerkedett meg Kiss Imre kommunista politikussal, a város későbbi polgármesterével. A vele kialakított jó kapcsolatának köszönhetően az egyház is bekapcsolódhatott a háború utáni infrastrukturális helyreállításba és segélyezésbe: Csepregi az öttagú szociális feladatokat intéző társadalmi bizottság tagjaként az élelmiszersegélyek célbajuttatását és a ruhaneműk osztását irányította.
A katolikus körben színpadot építtetett, amin minden héten kedden művelődési előadásokat tartottak. 1947-ben Változó eszmék, örök igazságok címmel tartott előadásokat; az esemény iránti érdeklődés nagyságát mutatja, hogy azokat meg kellett ismételni. A lebontott színház támlás székeit megvásárolta, és a katolikus kör rendelkezésére bocsátotta. A cserkészek dramatizált balladákat adtak elő, de a hangversenyek, vetítéssel kísért előadások, és a dalárdák fellépései is népszerűek voltak. Megszervezte a nők Mária kongregációját, a Credo férfi egyesületet, és a Katolikus Népszövetség helyi szervezetét is.
Hamvas Endre csanádi püspök Csepregit bízta meg az 1948-as makói Mária-napok megszervezésével. Rendbe hozták az orgonát, Csepregi meghívta Mindszenty József hercegprímást is az eseményre. Az esztergomi érsek május 22-én érkezett Makóra, itt töltött ideje alatt a plébániaházban tartózkodott.
1948 májusában a makói Szent István téren több tízezres tömeg követelte, hogy a kormány vegye le napirendről az államosítási elképzeléseit. Csepregi Imrét a törvény elfogadása előtt néhány nappal a város kommunista polgármestere felszólította, hogy garantálja a templomba járók körében a „rend és a csend” fenntartását, amíg az iskolaállamosítás lezajlik Makón. Ezzel párhuzamosan a hatóságok kiadták az elfogatóparancsot Csepregi ellen. Ezt végül nem foganatosítottak, mert az egyházközség belátta, hogy nem tehet semmit. A Klebelsberg Kunó nevét viselő katolikus polgári fiúiskola előbb Farkas Imre nevét volt kénytelen felvenni, majd 1976-ban pedig beolvasztották a Kun Béla Általános Iskolába.

## Emlékezete

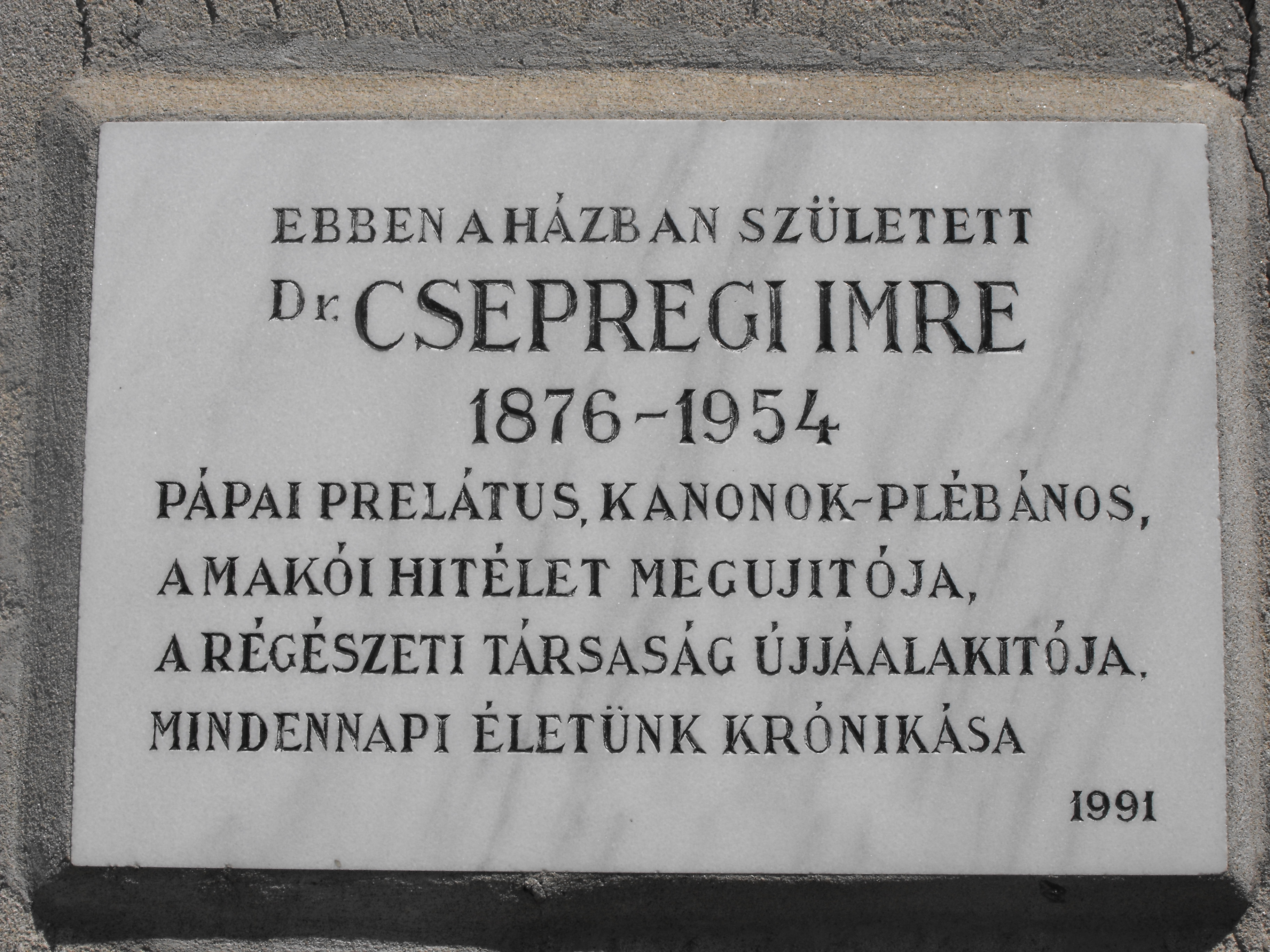
Emléktáblája szülőházának falán

- Makón, 1991. május 7-én emléktáblát helyeztek el szülőházának falán.[13]
- Az emléktábla-avatás után a Városháza dísztermében ünnepi ülést rendeztek, amin dr. Szilas József helynök előadást tartott a prelátus úr közéleti személyéről, Kiss Ferenc tiszaszigeti plébános Csepregiről, mint papról, dr. Tóth Ferenc nyugalmazott múzeumigazgató, a város díszpolgára a kéziratos naplóról beszélt. Ezen a napon jelent meg 250 példányban dr. Csepregi Imre önéletrajza is.
- Elek főtere 2008 óta Csepregi Imre nevét viseli.[14]
- Megkapta az Elekért-emlékérmet.[15]
- Eleken 2007-ben felavatták emléktábláját.[16]
- A németországi Gerolzhofen település 2008-ban emléktáblát helyezett el Csepregi tiszteletére.[17]
- Makón, 2014. augusztus 20-án emléktáblát avattak a Szent István tér 22. alatt, a Szent István király plébániatemplom homlokzatán.[18]